# Negenjarige Oorlog (1688-1697)
De Negenjarige Oorlog beslaat de periode van 1688 tot 1697 en staat door leenvertalingen ook bekend als (De.) Paltische Successieoorlog, (Fr.) Oorlog tegen de Liga van Augsburg en (Eng.) Oorlog van de Grote Alliantie of Engelse Successieoorlog.
Het was een oorlog van de Liga van Augsburg tegen koning Lodewijk XIV van Frankrijk. Deze wilde zijn land opnieuw uitbreiden, en wel tot aan natuurlijke grenzen (Rijn-Alpen-Pyreneeëndoctrine). Vanaf 1659 had koninkrijk Frankrijk zich door oorlog al meermaals uitgebreid in alle richtingen.
Om de Franse expansiedrang tegen te gaan, verenigden de andere mogendheden zich. Ze legden zelfs hun godsdienstige onenigheden (zie Dertigjarige Oorlog) terzijde om de strijd aan te gaan met de gemeenschappelijke vijand Frankrijk. Daarbij speelde koning-stadhouder Willem III van Oranje een leidende rol. Toen Lodewijk de Palts liet bezetten, kwam de Liga in actie. Lodewijk werd op alle fronten tot staan gebracht en kreeg in binnenland te maken met een hongersnood (1694) en een geldtekort (1696). Voor het eerst stootte Frankrijk op zijn beperkingen, zowel te land als ter zee.
Noodgedwongen ging Lodewijk akkoord met de Vrede van Rijswijk, waarbij hij alle veroveringen (uitgezonderd de Elzas en het huidige Haïti) opgaf. Engeland onttroonde de Republiek als sterkste zeemacht. Dat land wel kreeg de gelegenheid zogenoemde  barrièresteden te bemannen, om de Zuidelijke Nederlanden te kunnen verdedigen. De vrede was echter slechts een wapenstilstand, daar het dreigende uitsterven van de Spaanse Habsburgers de Spaanse Successieoorlog onvermijdelijk maakte.

## De aanloop tot de oorlog (1684-1689)

### Frankrijk op het hoogtepunt van zijn macht
Lodewijk XIV vestigde zich in mei 1682 met 4.000 hovelingen in zijn nieuwe kasteel te Versailles, dat zo hét model werd voor alle absolutistische vorsten in Europa. Hetzelfde jaar werd de Franse oorlogsvloot de grootste ter wereld. Lodewijks minister Colbert maakte het belastingstelsel efficiënter, stimuleerde de industrie en regelde de import-export. In 1682 voegde De la Salle het gebied Louisiana toe aan Nieuw-Frankrijk. Conform het Bestand van Regensburg stemden het Heilige Roomse Rijk en Spanje toe Straatsburg en het Luxemburg tot 1704 aan Frankrijk te laten.

### Lodewijk XIV raakt geïsoleerd
Lodewijk gaf evenwel de indruk dat zijn gebiedshonger niet te stillen was, terwijl zijn bondgenoten Zweden, Polen-Litouwen en het Ottomaanse Rijk de ene na de andere concessie moesten doen. Door het Edict van Fontainebleau verloor hij bovendien de sympathie van zijn protestantse bondgenoten Groot-Brittannië, de Republiek, Denemarken-Noorwegen, Zweden, Brandenburg-Pruisen en Saksen. Deze zouden daarom hun voormalige vijanden Spanje en Oostenrijk vervoegen. Het edict veroorzaakte bovendien de vlucht van zo'n 400.000 hugenoten naar Zwitserland, Groot-Brittannië, de Republiek en haar Kaapkolonie. Brandenburg-Pruisen nodigde de vluchtelingen zelfs uit. De uittocht verarmde de economie van Frankrijk en versterkte die van zijn vijanden.

## Lodewijk XIV start de oorlog (1688)

### Frankrijk valt het Heilige Roomse Rijk in de Palts binnen (1688-1689)

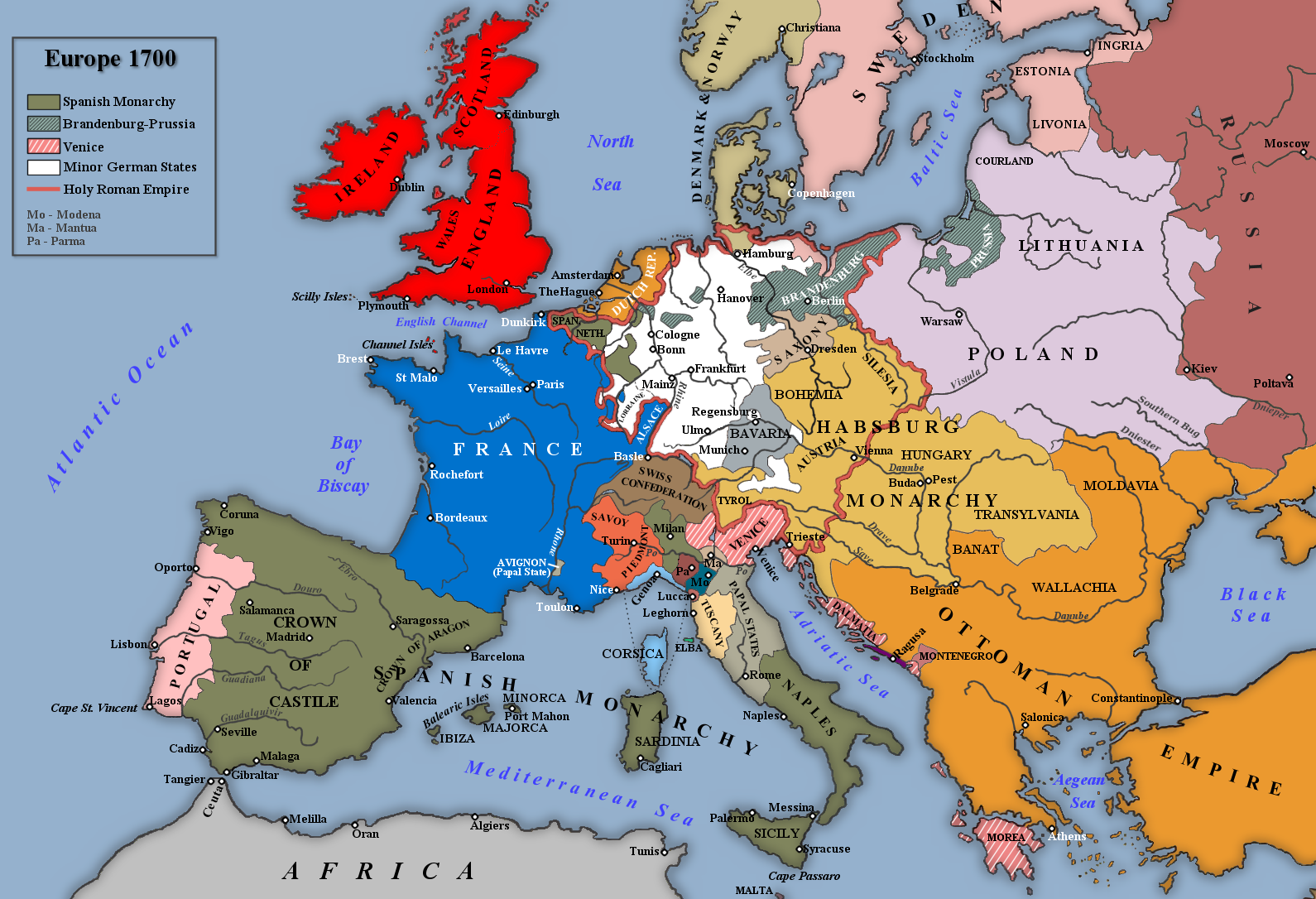
West-Europa omstreeks 1700, net na de Negenjarige Oorlog

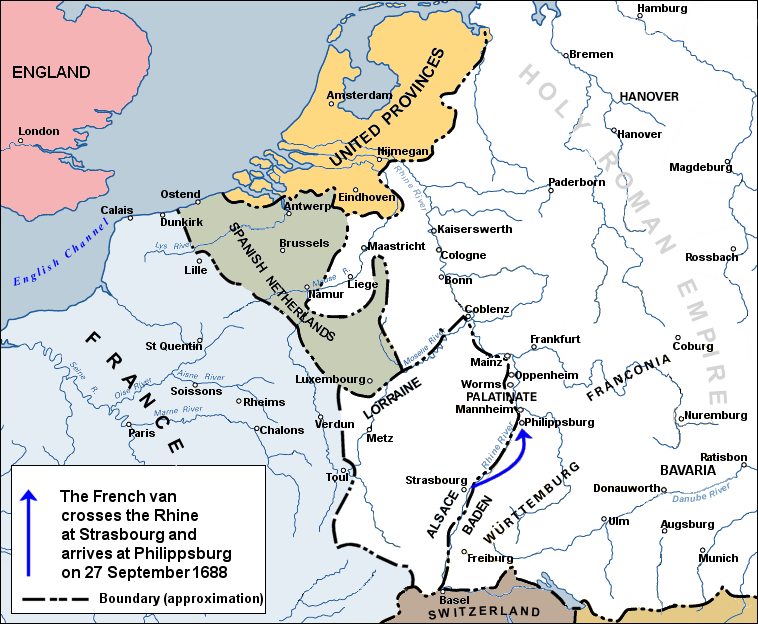
De Palts: Franse troepen trekken vanuit Straatsburg naar Philippsburg (september 1688-oktober 1689)

Lodewijk wilde de keizer en de Spaanse koning dwingen om Straatsburg en Luxemburg voorgoed af te staan. Ook wilde hij zijn Ottomaanse bondgenoot wreken, die door de keizer werd teruggedrongen door de ontwikkelingen van de Grote Turkse Oorlog. Hij vreesde dat, zodra de Ottomanen verslagen waren, het triomferende Duitse Rijk zich tegen Frankrijk zou richten. Lodewijk viel daarom de Palts binnen onder voorwendsel de rechtmatige opvolger van Karel II van de Palts te zijn (september 1688). Daarnaast veroverde hij de steden Philippsburg en Mainz (september en oktober 1688). De keizer haalde daarop de Zuid-Duitsers van het Ottomaanse front naar het Rijnland. De Noord-Duitse vorsten sloten zich bij hem aan in oktober 1688.
Onder leiding van Ezéchiel du Mas werden veel delen van de Palts in brand gestoken.

### Met de Glorierijke Revolutie keert Groot-Brittannië zich tegen Frankrijk (1688)
Ondertussen voltrok zich een politieke, ideologische en godsdienstige breuk met Groot-Brittannië door de afzetting van de katholieke en Fransgezinde koning Jacobus II. Deze wekte ontevredenheid op doordat hij zich niet hield aan de Test Act (hij stelde katholieken aan in hoge ambten). De bevolking hoopte dat zijn protestantse dochter Mary en haar echtgenoot Willem III van Oranje hem zouden opvolgen, maar in juni 1688 kreeg Jacobus een zoon. De bevolking vroeg Willem om militaire ondersteuning bij de afzetting van Jacobus; deze ging hierop in (november) omdat hij zeker was dat Lodewijks handen voorlopig gebonden waren in de Palts. Het Engelse leger en parlement kozen Willems kant; Jacobus werd afgezet en vluchtte in december naar Frankrijk. In februari tekende Willem de Bill of Rights, die absolutisme onmogelijk moest maken. Het parlement kreeg de soevereiniteit en kon voortaan dus beslissen over leger, belastingen en wetgeving. De Glorious Revolution was daarmee een politieke doorbraak nog voor de Verlichting. In april volgde Willems kroning. Omdat hij stadhouder van de Republiek bleef, werden Engeland en de Republiek in een personele unie samengebracht.

### De Liga van Augsburg keert zich tegen Frankrijk (1689)
Lodewijk verklaarde de oorlog aan Spanje, dat zich aansloot bij de Liga van Augsburg (april 1689). In mei voegden ook Groot-Brittannië en de Republiek zich bij de Liga; sindsdien stond de Liga ook wel bekend als "Grote Alliantie". Het daaropvolgende jaar traden ook Beieren (mei), Savoye (juni) en Brandenburg-Pruisen (september) toe tot de coalitie. Hun doel was Frankrijk terug te brengen tot de grenzen zoals die bepaald waren bij de Vrede van Nijmegen (1678). De coalitie dreef Lodewijk al meteen uit de Palts. Op zijn aftocht liet hij een twintigtal grote steden in de Palts zoals Heidelberg, Mannheim, Spiers en Worms volledig verwoesten (maart-augustus 1689). Dit optreden had hij voorheen ook toegepast in de Zuidelijke Nederlanden. Kaiserswerth, Mainz en Bonn (juni, september en oktober 1689) bleven gevrijwaard. Vanwege het, zelfs naar de normen van die tijd, hardvochtige gedrag van Lodewijk wilden de meeste Duitse vorsten hem nu bevechten – ze sloten zich aan bij hun keizer. Lodewijk had opeens vele vijanden.

## Patstellingen in de Palts-Ierse fase, behalve in Ierland zelf (1689-1692)

### Lodewijk XIV valt de Zuidelijke Nederlanden binnen (1689-1690)

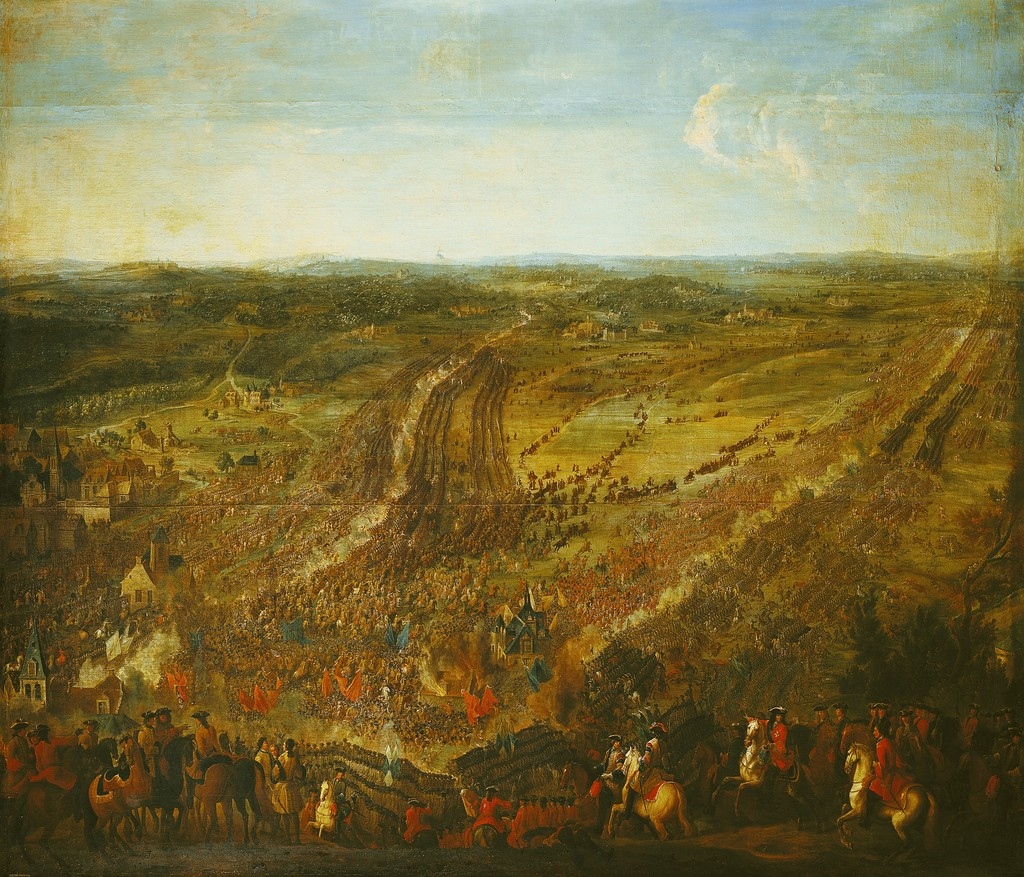
Zuidelijke Nederlanden: de Geallieerden verliezen de overhand in Henegouwen door de Slag bij Fleurus (juli 1690)

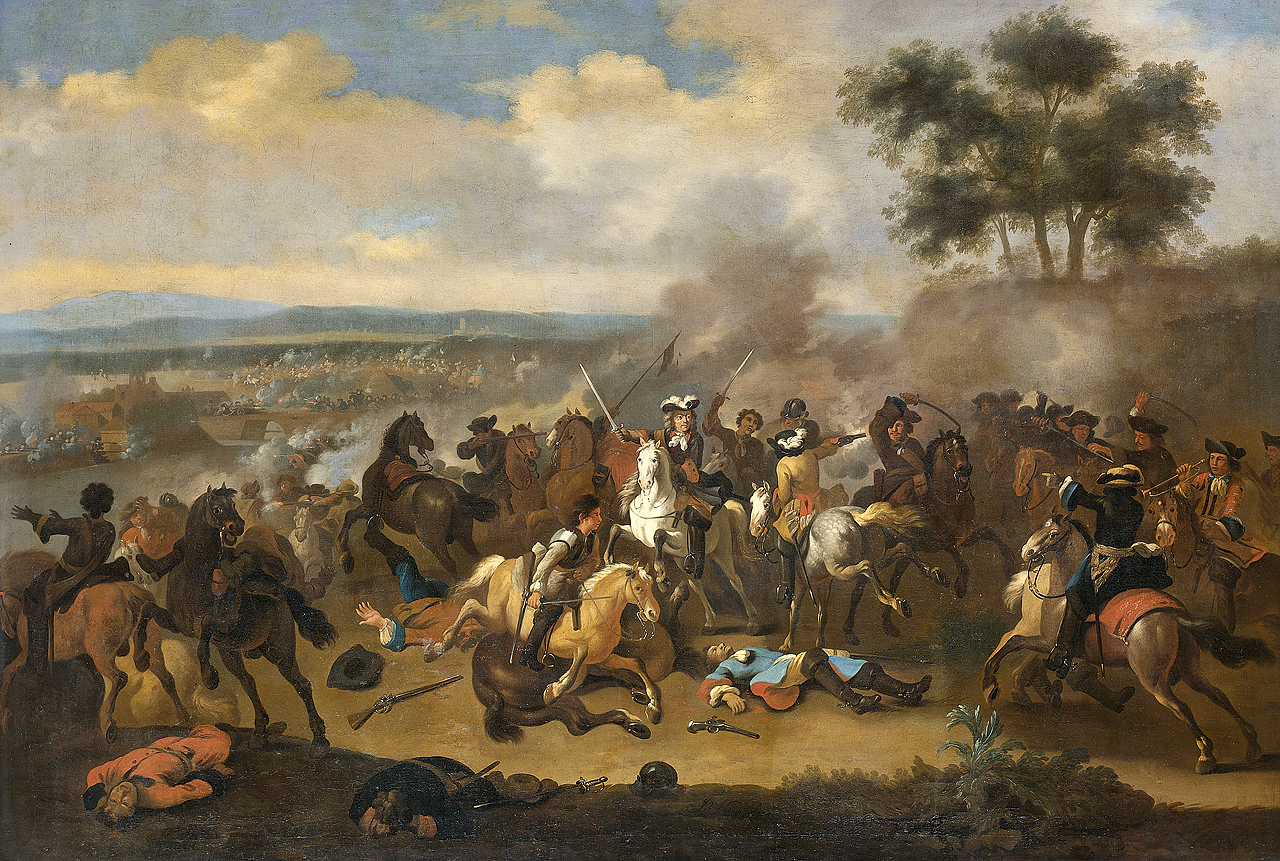
Ierland: Willem overwint de Ierse jakobieten in de Slag aan de Boyne (juli 1690).

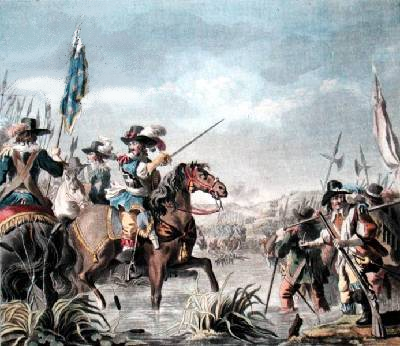
Zuidoost-Frankrijk: de Fransen verslaan de Piëmontezen (augustus 1690).

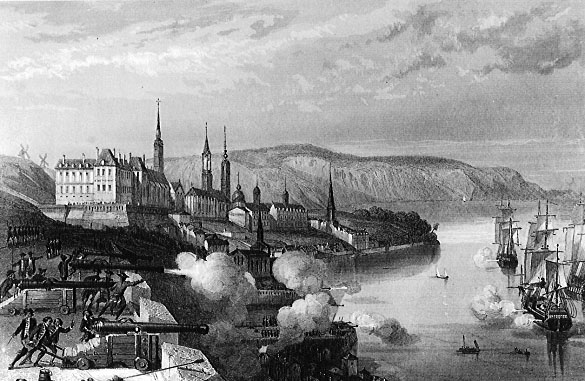
Noord-Amerika: Britse schepen beschieten Québec (oktober 1690), dat echter onneembaar blijkt.

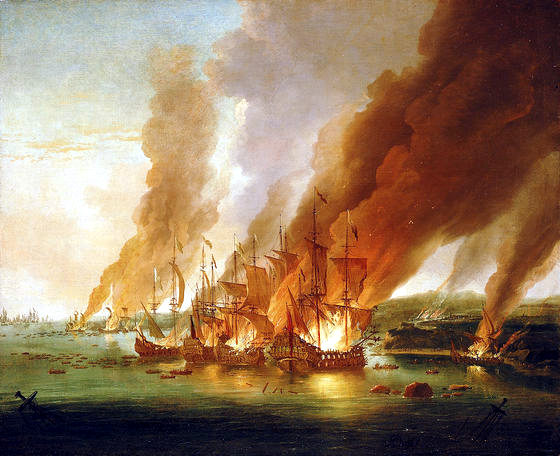
Strijd ter zee: voor La Hougue krijgt het prestige van de Franse vloot een deuk (mei 1692).

De Palts-Ierse fase (1688-1692) van de Negenjarige Oorlog vertoonde meteen patstellingen, behalve dan in Ierland zelf. Zodra Lodewijk uit de Palts verdreven was (augustus 1689) viel hij de Zuidelijke Nederlanden binnen. Het leger van de Spaanse Nederlanden telde tijdens de Devolutieoorlog 21.000 man, maar intussen slechts 15.000 man. Met Staatse, Britse en Duitse versterkingen was het toch in staat de Fransen terug te slaan, namelijk te Walcourt (augustus 1689). Een jaar later keerden de Fransen echter terug, en wonnen o.l.v. maarschalk Luxembourg te Fleurus (juli 1690). Het gebrekkige inzicht van Lodewijk noopte hem ertoe de maarschalk naar de Palts te sturen, waarna het Franse offensief in de Nederlanden vastliep. De Fransen veroverden Bergen in de Spaanse Nederlanden maar niet de stad Luik in het prinsbisdom Luik (1691).

### Willem III overwint Jacobus II en de Ieren (1689-1691)
Lodewijk wilde Willem III vastpinnen in Groot-Brittannië door de verjaagde koning Jacobus II te steunen. In Ierland heersten katholieken (met uitzondering van de provincie Ulster), en zij hadden liever de katholieke koning Jacobus aan de macht. Deze landde met Franse troepen in Zuid-Ierland (maart 1689). De Britse vloot kon de Franse vloot niet verhinderen de troepen van Jacobus te bevoorraden via de Zuid-Ierse Bantry Bay (mei 1689). De troepen van Jacobus trokken naar het protestantse Ulster en belegerden er tevergeefs Londonderry (mei-juli 1689). Willem stuurde versterkingen naar deze streek (augustus 1689); het jaar daarop stond hij aan het hoofd van extra versterkingen (juni 1690). Zijn Britse, Staatse, Deense en Ulsterse soldaten versloegen de Fransen en Ierlands weinig getrainde katholieken in de Slag aan de Boyne (juli 1690). Jacobus vluchtte naar Frankrijk.
Bijna tegelijkertijd won Lodewijk bij Daveren de zeeslag bij Beachy Head (juli 1690), zodat hij het Kanaal beheerste. Hij benutte het overwicht op zee echter niet om de Ierse Zee te blokkeren. Het leger van Jacobus bood nog even weerstand in het West-Ierse Limerick (augustus-september 1690), maar werd de zomer daarop door Godard van Reede verpletterd te Aughrim bij Galway (juli 1691), waarna ook Limerick viel (augustus-oktober 1691). Willem III had zijn troon zekergesteld, de Ieren bleven onderdrukt. Lodewijk was een belangrijke bondgenoot kwijt. De gevluchte Jacobus II leefde voortaan aan het Kasteel van Versailles. Zo overwon het parlementarisme in Engeland voorgoed het absolutisme dat Lodewijk vertegenwoordigde.

### De Beierse keurvorst wordt landvoogd van de Zuidelijke Nederlanden (1691)
Willem kon nu Groot-Brittannië verlaten en verzamelde in de Republiek een leger van 220.000 man (maart 1691). Gestaag rukten de Fransen door Henegouwen op, waarbij ze Bergen innamen (april 1691). De Franse ruiterij overwon een achterhoede van de Grote Alliantie te Leuze (september 1691). Spanje wilde niet langer instaan voor de moeilijke verdediging van de Zuidelijke Nederlanden en probeerde ze, na twee mislukte pogingen met Oostenrijk, aan Beieren over te laten. Willem drong hier trouwens op aan. De Beierse Wittelsbachers hadden al in de 14e eeuw belangstelling voor de Nederlanden getoond. Het hertogdom Bourgondië had hen in de 15e eeuw verdrongen, maar nu beheersten ze via Jozef Clemens van Beieren het prinsbisdom Luik en het keurvorstendom Keulen (sinds 1694 resp. 1688). Karel II van Spanje benoemde daadwerkelijk keurvorst Max Emanuel als nieuwe landvoogd van de Zuidelijke Nederlanden (december 1691), een roemrijk veldheer die zijn sporen had verdiend in de Grote Turkse Oorlog. Het regeren liet hij na zijn aankomst in de Zuidelijke Nederlanden (maart 1692) over aan regeringsleider Jan van Brouchoven. Meer dan ooit waren het nu de Republiek, Groot-Brittannië en de keizer die de Zuidelijke Nederlanden zouden verdedigen, want in dit stadium liet Spanje het afweten.

### De Fransen worden gestuit in Savoye
Lodewijk opende inmiddels een aanval op de Spaanse (hertogdom Milaan) en Oostenrijkse (Zuid-Tirol) bezittingen in Noord-Italië. Hij drong het hertogdom Savoye binnen, versloeg de Savoyaarden te Staffarda, niet ver van hun hoofdstad Turijn, gesteund door Spaanse en keizerlijke troepen (augustus 1690). Door logistieke moeilijkheden moesten de Fransen zich echter weer terugtrekken tot achter de Alpen. Eugeen van Savoye dwong de Fransen het beleg van Cuneo op te breken (juni 1691). Frankrijk bezette wel Nice en Franstalig Savoye (april en december 1691). Zo verliep de oorlog ook hier niet naar wens voor Lodewijk.

### Frankrijk verliest Port Royal en Pondicherry
Ook de koloniale uitlopers van de oorlog liepen vast. In Amerika veroverden de Britten Port Royal, de hoofdstad van Acadia-Nova Scotia (mei 1690). Ze probeerden ook Québec in te nemen, maar moesten in oktober 1690 afdruipen. In India vielen de Fransen tevergeefs het Britse Madras aan (oktober 1690) waarop de Republiek hen daar Pondicherry ontnam (september 1693). In de Caraïben waren er schermutselingen op Saint Kitts, Jamaica, Martinique en Hispaniola.

## In de zee- en patstellingsfase (1692-1695) wordt Groot-Brittannië de grootste zeemacht

### Frankrijk verliest bij La Hougue de hegemonie op zee (1692)
Ook tijdens de zee- en patstellingsfase (1692-1695) bleven de fronten in de Zuidelijke Nederlanden, Piëmont en Catalonië stabiel, alhoewel dit gepaard ging met een machtswisseling op zee. Lodewijk wilde de status quo verbreken en de geallieerden afleiden met een nieuwe Frans-Ierse landing ten bate van Jacobus II, en ditmaal in Engeland. Het samenbrengen van Frankrijks Middellandse Zee- en Atlantische vloot mislukte evenwel (april 1692). De Fransen konden slechts 44 linieschepen bijeenbrengen, terwijl de Brits-Staatse vloot er 82 telde. Tijdens de zeeslagen bij Barfleur en La Hougue ter hoogte van het Normandische schiereiland Cotentin bleven beide partijen gelijk in Barfleur (29 mei 1692), maar 3 Franse schepen gingen verloren vóór Cherbourg en door branders 12 voor La Hougue (4 juni 1692). De Franse oorlogsvloot was niet meer de grootste ter wereld, vooral omdat de toestand Lodewijk ertoe aanzette om zijn schaars wordende middelen vooral voor het landleger te gebruiken. De Britse oorlogsvloot werd de grootste ter wereld en zou dat tot in de 20e eeuw blijven. De Republiek zette in op het landleger en had hoge oorlogsschulden. Veel oorlogsbodems bijbouwen kon ze niet en ze ging als zeemacht achteruit. Voor de Zuidelijke Nederlanden was La Hougue een enorme meevaller, want Groot-Brittannië zou in de 18e en de 19e eeuw met zijn grotere vloot Franse koloniën aanvallen en Frankrijk zo afleiden van de Zuidelijke Nederlanden. In geopolitiek opzicht waren de zeeslagen bij Barfleur en La Hougue voor hen een even groot succes als de Slag bij Rocroi in 1643 een ramp was geweest. Als bewijs voor Frankrijks aangeslagen zeemacht kon gelden dat Lodewijk voortaan rekende op Vlaamse kapers zoals Jan Baert uit Duinkerke, net zoals Spanje rond 1640 op Vlaamse kapers steunde toen het alle macht op zee verloor.

### De Negenjarige Oorlog loopt vast (1692-1695)
Overigens patstellingen alom. De Franse vesting- en belegeringsexpert Vauban veroverde Namen (juni 1692) nog op zijn Nederlandse rivaal Coehoorn. Willem III verrichtte daarop tegenaanvallen in de Zuidelijke Nederlanden. Maar zijn verrassingsaanval met Brits-Staats-Deense troepen te Steenkerke (augustus 1692) ten zuidwesten van Brussel werd een Franse zege. De Franse aanval onder maarschalk Luxembourg te Neerwinden bij Landen (juli 1693) met 70.000 tegen 50.000 man werd dat eveneens. Door zeer hevige Franse verliezen en een muiterij onder de Franse troepen kon die zege echter niet uitgebuit worden.  Lodewijk zette Luxembourg daarna aan Charleroi te heroveren (september 1693). Ondanks Steenkerke en Neerwinden kwam men zo in de Zuidelijke Nederlanden geen stap verder. Hetzelfde gebeurde trouwens in de Palts, waar Frankrijk verloor bij Pforzheim (september 1692), doorstootte tot Heidelberg, die stad vernietigde (mei 1693) en dan terugtrok.
Ook op zee volgden onbesliste slagen. De Franse vloot met 70 linieschepen bracht voor het Zuid-Portugese Lagos (juni 1693) 50 Britse en Staatse koopvaarders tot zinken van het Smyrnakonvooi uit het Osmaanse Rijk en maakte er 40 buit, wat de begeleiders met slechts 13 linieschepen niet konden verhinderen. En kaper Jan Baert veroverde voor Frankrijk bij Texel 30 graanschepen (juni 1694), maar die kwamen wel uit een konvooi van 170 Franse graanschepen uit Noorwegen die de Republiek had gepraaid. Desondanks kon Baert Frankrijk zo helpen tijdens de hongersnood. Een Brits-Staatse landing bij Brest mislukte. Maar de Brits-Staatse vloot vernielde wel Dieppe (juni 1694) en later nog andere Franse havens waaronder Duinkerke (augustus 1695).

### Frankrijk kent hongersnood en buit zijn zeges niet uit (1693-1695)

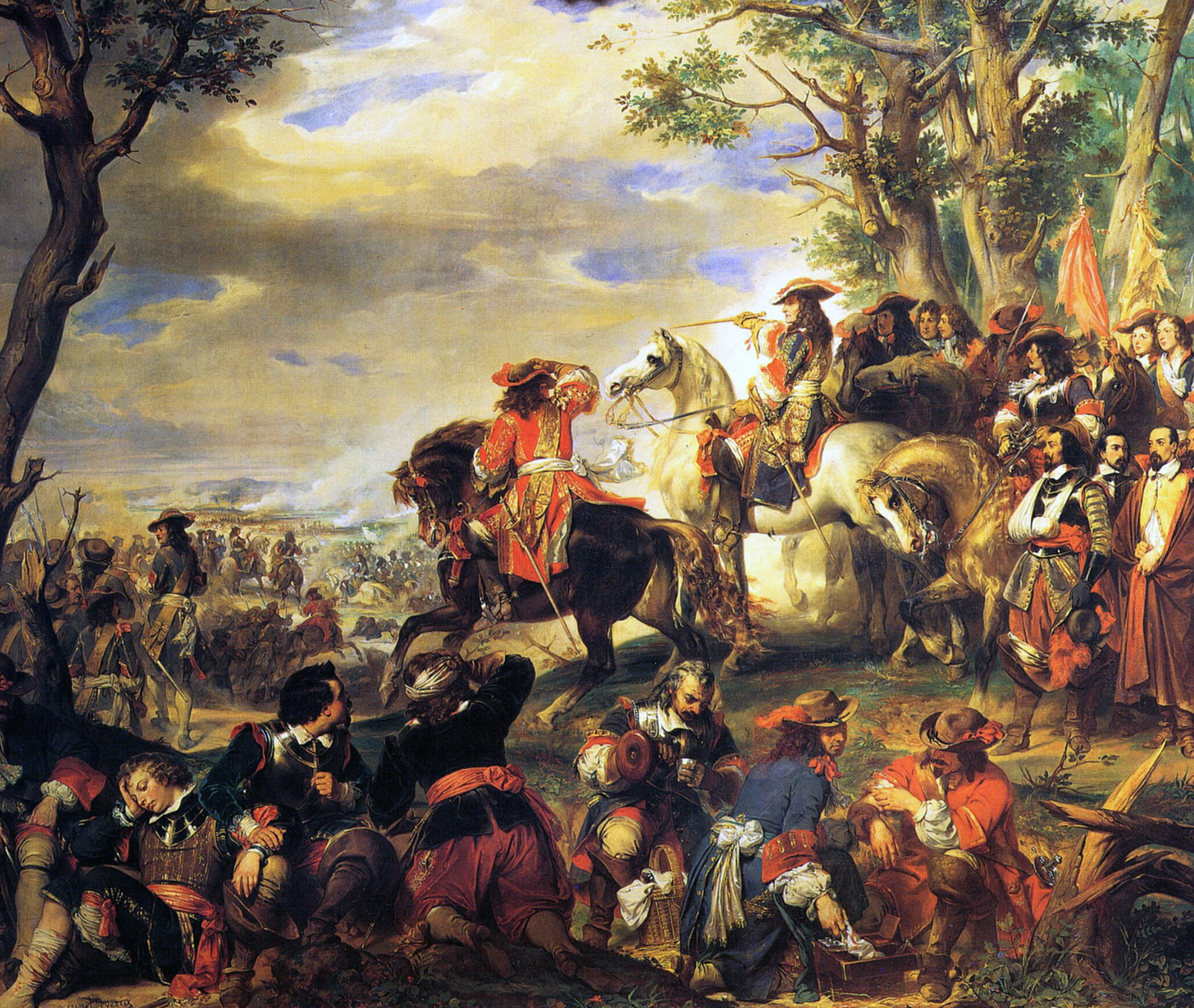
Zuidoost-Frankrijk: Frankrijk wint de Slag bij Marsaglia (oktober 1693)

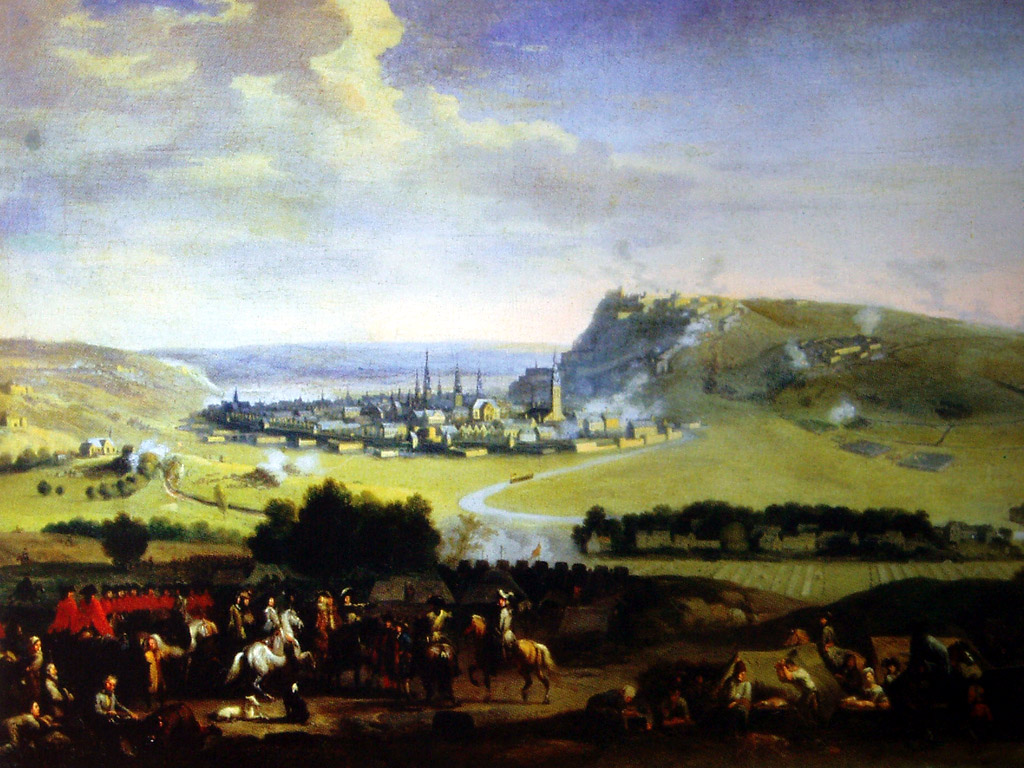
Zuidelijke Nederlanden: de Liga slaat het beleg rond Namen (augustus 1695)

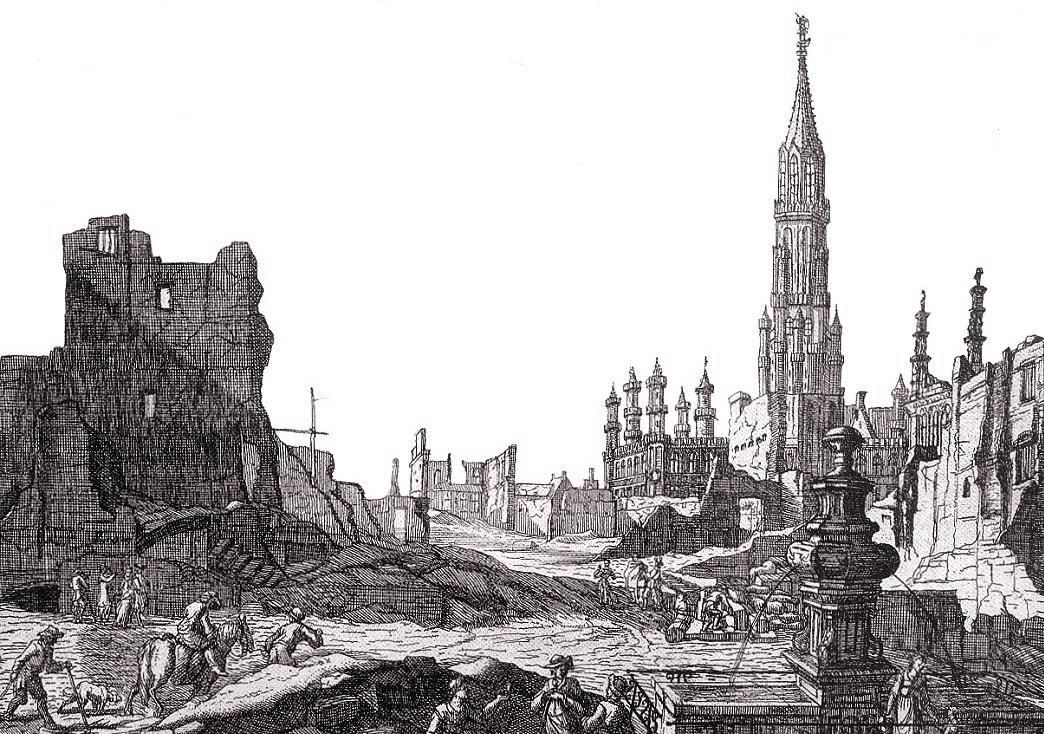
Zuidelijke Nederlanden: Lodewijk hoopt de geallieerde troepen rond Namen weg te lokken door een verschrikkelijk bombardement op Brussel (augustus 1695); desondanks valt Namen in september

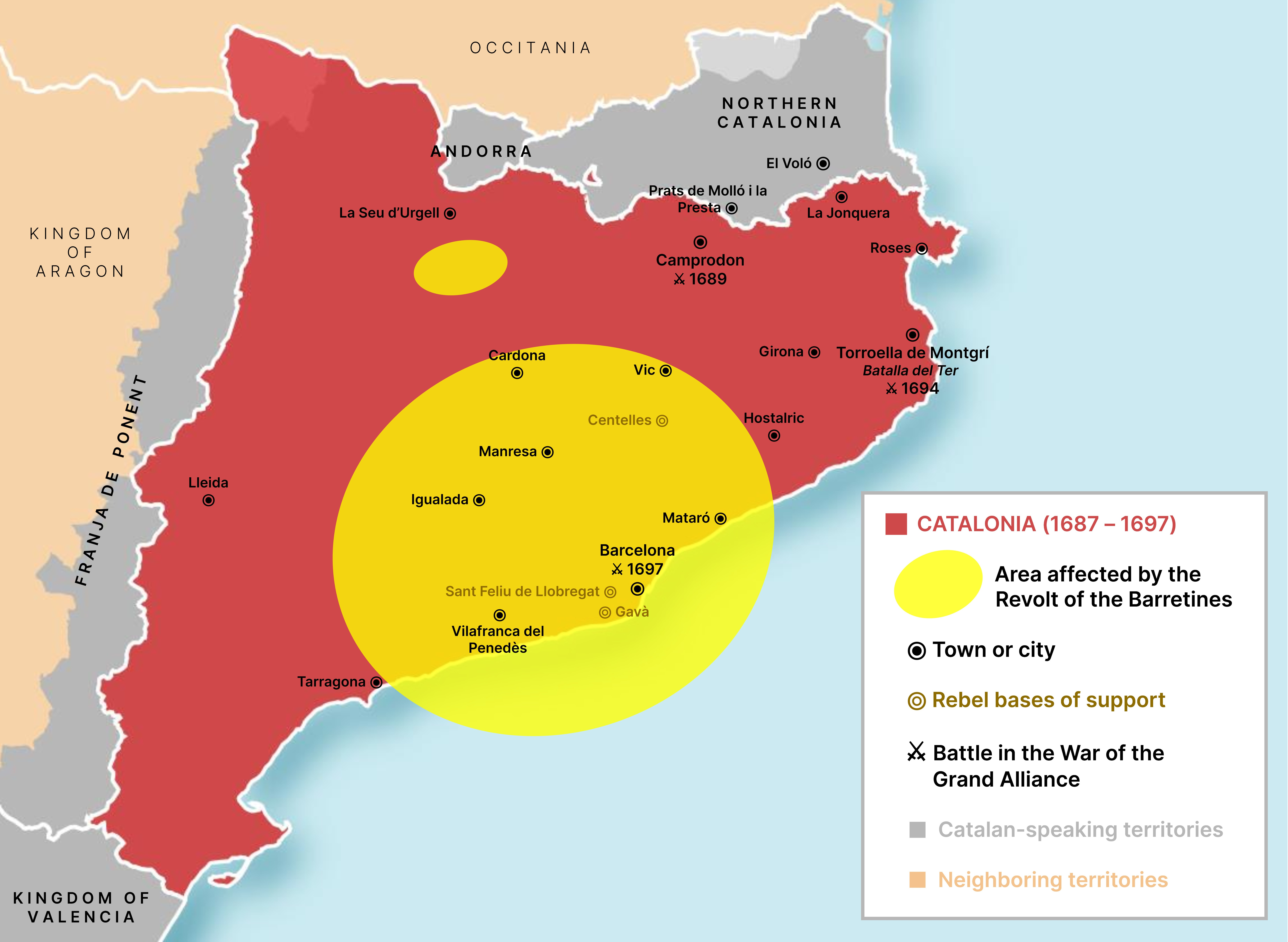
Catalonië: aan het einde van de oorlog slaagt Frankrijk erin Barcelona te veroveren (1697)

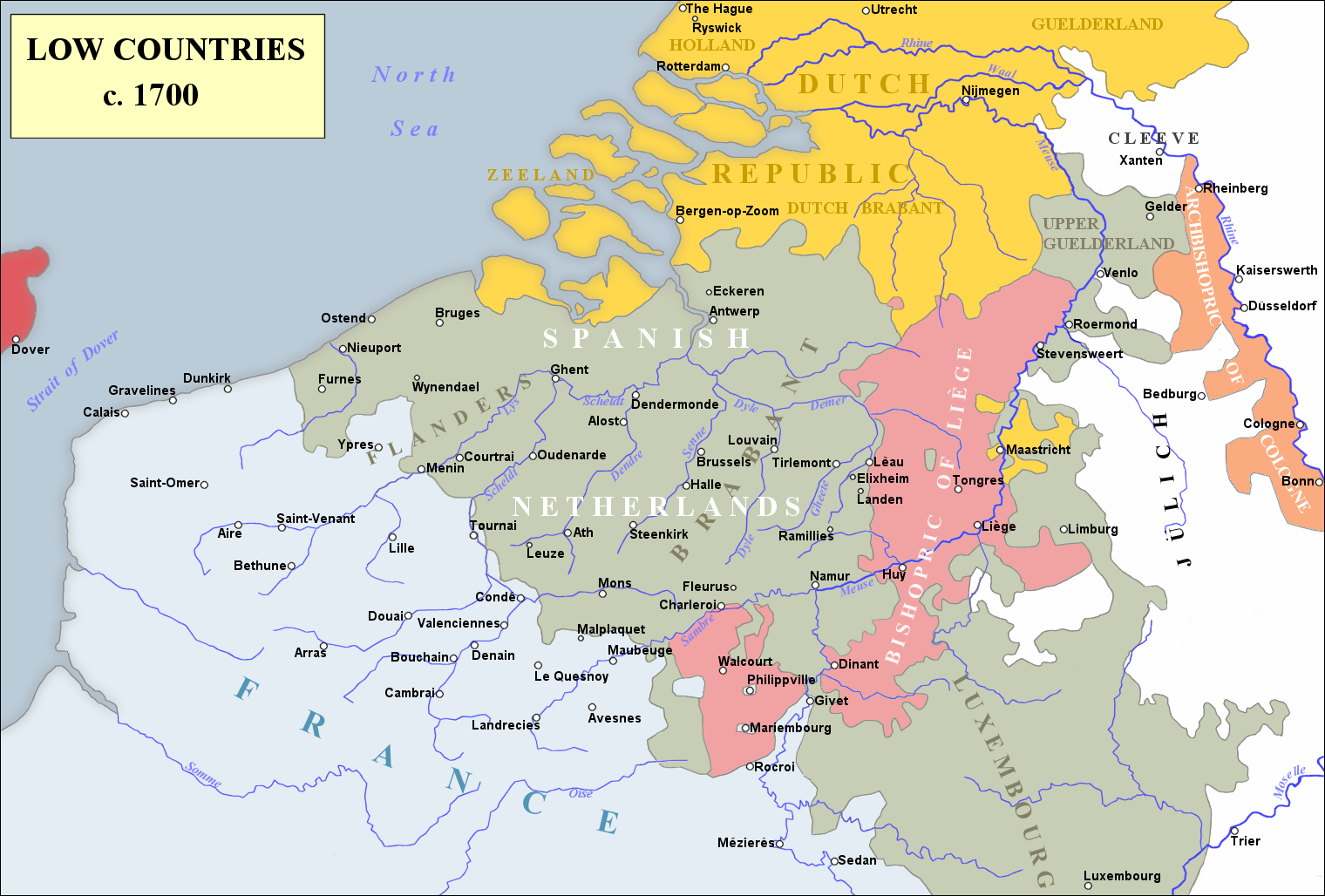
Voor het eerst moest Frankrijk toegevingen doen in de Zuidelijke Nederlanden; op de bepalingen van Utrecht na was de huidige grens gevormd

Uitbreiding van Frankrijk van 1645 tot 1700 (buiten de kakigekleurde gebieden)

Frankrijk versloeg Savoye en verpletterde de Spanjaarden bij Marsaglia in Piëmont (oktober 1693), maar ook dit succes werd niet uitgebuit. Want diezelfde Franse troepen vielen kort daarop via Zuid-Frankrijk Noordoost-Spanje binnen, wonnen daar te Torroella (mei 1694) en namen er Gerona in (juni 1694). Maar ze konden niet doorstoten tot in Barcelona omdat daar een Brits-Staatse vloot verscheen. Evenals in de Zuidelijke Nederlanden en in Piëmont verzandde ook in Catalonië de oorlog in een patstelling. In Frankrijk en Noord-Italië mislukten de oogsten in 1693, zodat Frankrijk hongersnood kende en twee miljoen hongerdoden, 10% van zijn bevolking, te betreuren had (1694). In Groot-Brittannië besliste het parlement onderwijl om jaarlijks te vergaderen en om de drie jaar parlementsverkiezingen te houden (december 1694). Het parlementarisme schoot er dieper wortel. De kloof tussen Lodewijk en Brittannië verbreedde. Frankrijk kon vanaf 1694 niet meer genoeg belasting heffen om zijn leger van 400.000 soldaten op peil te houden. Bovendien had Lodewijk zijn tekortkomingen, wel met een groot machtsgevoel en imponeringsvermogen, maar anderzijds zwak in lezen en schrijven. Hij profiteerde aanvankelijk nog van het intelligente beleid van Richelieu, Mazarin, Condé, Turenne, maarschalk Luxembourg, Vauban, Colbert en Louvois. Later evenwel koos hij onderdanige middelmatigen, met de militaire en diplomatieke gevolgen van dien. Colbert en Condé ontvielen hem in 1683 en 1686, Louvois en Luxembourg in 1691 en 1695. Typisch voor het eigen tekortschieten van Lodewijk was dat hij de zeges bij Fleurus, Beachy Head, Neerwinden en Marsaglia telkens tenietdeed door verkeerde ingrepen achteraf. Dat was spijtig voor Frankrijk, want aan die reeks Franse overwinningen kwam nu een einde.

## Frankrijk verliest de oorlog in de Brusselse fase (1695-1697)
Het keerpunt was de Brusselse fase (1695-1697) van de Negenjarige Oorlog toen Coehoorn met de bondgenoten plots Namen op de Fransen heroverde (juli-september 1695). In een poging de Grote Alliantie te doen afzien van het beleg rond de Citadel van Namen vernielden de Fransen daarop de hoofdstad van de Zuidelijke Nederlanden, Brussel (augustus 1695). Hun geschut op de hoogtes van Anderlecht ten zuidwesten van de stad vernielde de Grote Markt en het stadscentrum, waarbij 14.000 huizen en een derde van de stad in vlammen opgingen. Samen met de Palts prijkte dit hoog op de lijst met oorlogsmisdaden door Lodewijk.
Het was ook een keerpunt qua oorlogsvoering, want de grote steden waren begin 16e eeuw versterkt geweest met bouwwerken, en door deze beschieting bleken die voortaan nutteloos. De reikwijdte van de kanonnen bleek voldoende om een hele stad in puin te leggen. Steden als forten gebruiken ging niet meer. En zo eindigde de trage oorlogvoering die ermee gepaard ging. In de 18e eeuw zou men vooral open veldslagen voeren. De stadsversterkingen werden in de 18e eeuw verwaarloosd en zouden verkommeren, tot men er in de 19e eeuw ringwegen van maakte. Die ontwikkeling zou het de Fransen des te gemakkelijker maken om de Zuidelijke Nederlanden onder de voet te lopen. De steden en hun garnizoenen als sperforten gebruiken zoals Spanje dat heel de 17e eeuw had gedaan werd onmogelijk.
De beschieting van Brussel had niet het door de Fransen gewenste effect, want de geallieerden namen de citadel in en trokken via de Maas naar Frankrijk, wat de Fransen dwong om de Zuidelijke Nederlanden te ontruimen. Lodewijk liet daarop zijn strijdkrachten hergroeperen om de oorlog in Italië te beëindigen. Hij liet Savoye de vesting Casale vernietigen en aan Mantua teruggeven (juli-september 1695). Vervolgens kon hij Savoye uit de oorlog tillen door een vrede waarbij hij Nice en Franstalige Savoye en de afgebroken sterkte Pinerolo teruggaf (augustus 1696) wat Frankrijk vernederde en Savoye als middelgrote macht versterkte. Jan van Brouchoven, regeringsleider van de Zuidelijke Nederlanden voor Max Emanuel, bezocht daarop Willem III in Londen (1696) om een geheim delingsverdrag van het Spaanse Rijk te bespreken. Hij wilde de overdracht van de Zuidelijke Nederlanden van Spanje naar Beieren met de geallieerden overleggen.
De West-Vlaamse kaper Jan Baert veroverde of vernietigde voor Frankrijk nog 80 Staatse koopvaarders bij de Doggersbank (juni 1696). Maar de Britten bouwden schepen bij en overtroefden hiermee Frankrijk. Bovendien bleek Lodewijk met zijn hoge belastingen Frankrijk geruïneerd te hebben (1696). Let wel dat ook de geallieerden geldmoeilijkheden hadden, zodat er dat jaar weinig wapenfeiten waren. Maar in Polen-Litouwen werd Augustus van Saksen tot koning gekozen, en niet de Franse kandidaat Conti (juni 1697). Polen-Litouwen was niet langer een Franse, maar een Russische en Oostenrijkse satellietstaat.
Alleen tegen Spanje boekte Frankrijk nog successen; in Zuid-Amerika met de inname door Franse kapers van het Noord-Colombiaanse Cartagena (mei 1697) en in Catalonië met de inname van Barcelona (juni-augustus 1697). Maar Lodewijk zat op zee in het defensief, en thuis in geldnood terwijl de Grote Alliante Parijs en Versailles bedreigde. Bovendien leek de kinderloze Spaanse koning Karel II op sterven na dood. Lodewijk verlangde ook vrede omdat hij vreesde dat de geallieerden hem anders van zijn Spaanse erfenis af zouden kunnen houden.

## De Vrede van Rijswijk beëindigt de Negenjarige Oorlog (1697)

### Lodewijk XIV moet veroveringen teruggeven
Frankrijk gaf er de brui aan. In de Vrede van Rijswijk bij Den Haag (september-oktober 1697) mocht Lodewijk zijn veroveringen in Straatsburg en de Elzas ten westen van de Rijn houden, en in de Caraïben kreeg hij van Spanje Haïti dat de Fransen evenwel al decennia bezetten. Maar Freiburg en andere plaatsen ten oosten van de Rijn moest hij opgeven, en uit de Saar, uit Luxemburg en uit de Palts moest hij zich terugtrekken, evenals uit grote delen van Lotharingen dat hij al 27 jaar bezet hield. En naast Luxemburg moest hij in de Zuidelijke Nederlanden ook veroveringen zoals Bergen, Kortrijk, Charleroi en Aat ontruimen. Ten slotte moest hij Groot-Brittannië en de Republiek gunstige handelsvoorwaarden toekennen. Het machtsevenwicht in West-Europa was hersteld, de Franse hegemonie gebroken. De Zuidelijke Nederlanden hadden echter tijdens de afgelopen veertig jaar Artois en delen van Vlaanderen en Henegouwen verloren. De Nederlandssprekende steden Duinkerke, Sint-Winoksbergen, Veurne en Ieper waren eveneens in Franse handen.

### De Republiek bemant Barrièreforten in de Zuidelijke Nederlanden
Daarenboven liet Spanje de Republiek krachtens het Eerste Barrièretraktaat (1697), dat bij de Vrede van Rijswijk aansloot, toe garnizoenen te legeren in grenssterkten van de Zuidelijke Nederlanden. Dat gebeurde in Oostende, in Nieuwpoort, Kortrijk, Bergen, Aat, Charleroi, Namen en Luxemburg-Stad. Voortaan was het eerder de Republiek dan Spanje die de Spaanse Zuidelijke Nederlanden tegen Frankrijk zou verdedigen. Alhoewel nog altijd Spaans, maar beloofd aan Beieren, werden de Zuidelijke Nederlanden zo volkenrechtelijk een bufferstaat tussen de Republiek en Frankrijk. Ze beschouwden die Staatse sperforten echter als een bezetting. De Zuidelijke Nederlanden moesten er 60% van de kosten van dragen, terwijl de officieren er uitsluitend calvinistische Nederlanders waren.

### De Zuidelijke Nederlanden worden verwaarloosd, de Republiek staat sterk
De Zuidelijke Nederlanden werden "Spaans" genoemd, maar Nederlanders, Britten en keizerlijken verdedigden ze. Het verzwakte Spanje wilde hen allang kwijt. Spanje had hen zelfbestuur gegeven onder Albrecht en Isabella (1599-1621) en hen later met landvoogd Leopold Willem (1647-1656) opnieuw aan de Oostenrijkse Habsburgers proberen door te spelen. Uiteindelijk gaf Karel II hen, in volle oorlogstijd, aan de Beierse keurvorst Max Emanuel (1692-1714). Maar op het einde van de Negenjarige Oorlog waren de kaarten herverdeeld en besloot Spanje de Zuidelijke Nederlanden te behouden.
Het werd duidelijk dat door de opvolging van Karel II het Spaanse Rijk met een andere staat verenigd zou worden. De Partitieverdragen van Den Haag en Londen moesten dit vermijden, maar Frankrijk liet hierbij zijn ogen vooral op de Spaanse bezittingen in Italië vallen. Tot in de Spaanse Successieoorlog bleef het rustig in de Zuidelijke Nederlanden. De Republiek stond voorlopig sterk door haar sperforten in de Zuidelijke Nederlanden en door de personele unie met Groot-Brittannië. Dat was een comfortabele toestand, aangezien ze het overwicht op zee had verloren en nu heel geleidelijk aan ook als grote mogendheid zou verzwakken.